# Alberto Gilardino
Alberto Gilardino, Huân chương danh dự Ý, (sinh ngày 5 tháng 7 năm 1982 tại Biella, Piemonte) là cựu cầu thủ bóng đá người Ý thi đấu ở vị trí tiền đạo. Gilardino là thành viên đội tuyển Ý vô địch World Cup 2006. Hiện ông đang là huấn luyện viên của câu lạc bộ Genoa đang thi đấu tại giải Serie A.
Là một cây săn bàn xuất sắc, trong giai đoạn đầu sự nghiệp, nhờ khả năng tận dụng cơ hội và sự nhạy cảm trong chọn vị trí, Gilardino được so sánh với tiền đạo nổi tiếng của Italia bấy giờ là Filippo Inzaghi. Một tiền đạo khác của đội tuyển Ý là Christian Vieri thì mô tả Gila như một sự pha trộn phong cách giữa anh và Pippo Inzaghi. Gilardino hiện giữ kỷ lục là cầu trẻ thứ hai trong lịch sử Serie A (sau José Altafini) cán mốc 100 bàn thắng tại giải đấu. Với 188 bàn thắng (trong đó có 47 bàn bằng đầu ) tính tới thời điểm hiện tại, Gilardino đang nằm trong top 10 chân sút ghi nhiều bàn thắng nhất lịch sử Serie A và đứng thứ 2 trong top những chân sút còn thi đấu, sau Francesco Totti.
Trong sự nghiệp Gilardino đã thi đấu cho nhiều câu lạc bộ Italia. Anh nổi danh tại Parma F.C. nhờ khả năng khi bàn siêu hạng, giúp anh dành hai danh hiệu là Cầu thủ trẻ xuất sắc nhất Serie A năm 2004 và Cầu thủ Italia xuất sắc nhất năm 2005. Sau khi chuyển tới ông lớn A.C. Milan Gilardino giành 1 Champions League (2006/2007), 1 Siêu cúp bóng đá châu Âu (2007) và 1 chức Vô địch thế giới các câu lạc bộ (2007). Gilardino cũng có một thời gian chơi bóng tại Trung Quốc cho câu lạc bộ Guangzhou Evergrande, tại đây anh giành chức vô địch quốc gia Trung Quốc 2014.
Ở cấp độ tuyển trẻ, Gilardino là thành viên đội tuyển U-19, U-20 và U-21 Italia giành Huy chương Đồng Olympic 2004 và 1 chức vô địch U21 châu Âu (2004), tại giải đấu này anh nhận thêm hai danh hiệu cá nhân Vua phá lưới và Cầu thủ xuất sắc nhất giải. Với 19 bàn sau 30 trận đấu, Gilardino là chân sút xuất sắc nhất lịch sử đội U-21 Italia.
Gilardino khoác áo đội tuyển quốc gia lần đầu năm 2004, anh đã dự 2 kỳ World Cup (2006, 2010) và 2 kỳ Confederations Cup (2009, 2013). Trong 56 trận khoác áo đội tuyển anh đã ghi 19 bàn.

## Sự nghiệp cấp câu lạc bộ
"Gilardino" bắt đầu sự nghiệp của mình tại Piacenza Calcio, anh chơi trận đầu ở Serie A trong trận gặp A.C. Milan. Anh bị bán cho Hellas Verona năm 2001 sau khi chỉ ghi được 2 bàn trong suốt mùa giải, nhưng anh cũng đã thể hiện được tài năng của mình. Sự nghiệp của anh tiến nhanh khi anh chuyển đến chơi cho Parma F.C. năm 2002. Gila ghi 5 bàn trong mùa giải đầu tiên. Nhưng sau đó anh chơi rất thành công và trở thành người ghi bàn nhiều thứ 2 tại Serie A mùa giải 2003-04. Mùa giải 2004-05 anh còn làm được hơn thế khi trở thành vua phá lưới của Serie A khi ghi được 23 bàn thắng. Anh chuyển đến A.C. Milan ngày 17 tháng 7 năm 2005 với giá chuyển nhượng là 24 triệu euro. Tại Milan anh đã chơi khá thành công và đã giành được cúp C1 mùa bóng 2006-2007. Ở trận bán kết mùa bóng này anh đã ghi 2 bàn giúp Milan thắng 3-0 trước Manchester United, sau đó Milan đã giành chiến thắng trước Liverpool F.C. ở trận chung kết.

### Ra mắt ở Picenza và Verona
Gilardino bắt đầu chơi bóng cho đội trẻ Cossatese ở quê nhà Biella, sau đó chuyển tới Piacenza, tại đây anh ra mắt Serie A khi mới 17 tuổi trong trận gặp A.C. Milan ngày 6 tháng 1 năm 2000. Kết thúc mùa giải đó Piacenza phải xuống chơi ở Serie B nhưng Gilardino vẫn kịp để lại dấu ấn với 3 bàn thắng sau 17 trận.
Tháng 9 nãm 2000, Gila, lúc này đang được coi như một tài năng trẻ, chuyển từ Picenza tới Verona trong một hợp đồng đồng sở hữu giữa hai câu lạc bộ với giá 7 tỉ lire (3,6 triệu euro). Trong 2 năm thi đấu tại Verona anh thi đấu 39 trận và ghi 5 bàn.

### Bùng nổ ở Parma
Hè 2002 Gilardino chuyển tới Parma sau khi câu lạc bộ này mua lại 50% quyền sở hữu anh từ Verona. Lúc này Parma đang được dẫn dắt bởi Cesare Prandelli (người sau này trở thành huấn luyện viên đội tuyển Ý), Gilardino đóng vai trò dự bị cho cặp tiền đạo nổi tiếng Adrian Mutu và Adriano, nhưng anh cũng kịp có 24 lần ra sân (chủ yếu từ ghế dự bị) và ghi 4 bàn. Mùa giải 2003-2004, với việc Adriano chuyển tới Inter Milan, Gila có cơ hội được đá chính và anh đã thực sự bùng nổ với 23 bàn thắng tại Serie A, trong đó có 17 bàn trong giai đoạn hai. Kết thúc mùa giải đó Gilardino đứng thứ hai trong danh sách vua phá lưới Serie A với 1 bàn kém hơn Andriy Shevchenko, anh cũng đã thừa nhận vai trò to lớn của Prandelli trong việc giúp đỡ anh hoàn thiện những kĩ năng săn bàn và đem đến kết quả ấn tượng.
Trong mùa giải thứ 3 cùng Parma, Gilardino lập lại thành tích ghi 23 bàn của mùa giải trước, nhưng thêm một lần nữa anh lại về nhì trong cuộc đua danh hiệu Vua phá lưới khi kém Cristiano Lucarelli của Livorno vẫn chỉ 1 bàn thắng. Bất chấp 23 bàn thắng của Gilardino, Parma mùa giải này thể hiện phong độ nhạt nhào và phải đá trận play-off tranh suất trụ hạng với Bologna. Gila ghi 1 bàn giúp Parma đánh bại Bologna và trụ hạng thành công. Tại mùa giải 2004-2005 anh còn ghi 1 bàn ở UEFA Cup. Tổng cộng trong 3 giải ở Parma Gilardino ghi 51 bàn thắng sau 97 trận.

### Thăng trầm ở A.C. Milan
Sau 2 mùa giải cuối thi đấu ấn tượng ở Parma, Gilardino nhận được nhiều sự quan tâm từ các đội bóng lớn như Chelsea, Real Madrid hay Juventus, Chủ tịch Parma Luca Baraldi thậm chí còn nói anh "có giá không dưới 50 triệu euro" , nhưng cuối cùng A.C. Milan mới là đội cuối cùng giành được chữ ký của Gilardino. Ngày 17 tháng 7 năm 2005 Gila chính thức chuyển tới đội bóng đỏ đen thành Milan với giá chuyển nhượng 25 triệu euro và bản hợp đồng có thời hạn 5 năm. Tại đây anh chọn số áo 11 và trở thành một trong 4 tiền đạo của Milan bên cạnh Andriy Shevchenko, Filippo Inzaghi và Christian Vieri. Gila ghi bàn đầu tiên cho Rossoneri trong trận gặp Sampdoria. Kết thúc lượt đi mùa giải 2005-2006, Gilardino ghi 12 bàn cho Milan, cùng với phong độ ấn tượng trước đó, anh giành danh cá nhân cao quý nhất trong sự nghiệp tới thời điểm này, đó là Cầu thủ Italia xuất sắc nhất năm và Cầu thủ xuất sắc nhất năm của Serie A trong năm 2005. 1 năm trước đó, Gila đã giành danh hiệu Cầu thủ trẻ xuất sắc nhất Serie A dưới màu áo Parma. Anh kết thúc mùa giải với 17 bàn ở Serie A trong 34 trận, 2 bàn ở Cúp Italia trong 3 trận, nhưng thất bại hoàn toàn trong việc để lại ấn tượng ở Champions League khi không ghi được bàn thắng nào dù được ra sân 12 lần.
Trong mùa giải 2006-2007 tiếp theo, bàn thắng đầu tiên ở Champions League đã tới với Gila khi anh tung cú vô lê ấn định tỉ số 4-1 cho Milan trước Anderlecht. Tuy vậy anh vẫn tiếp tục gây thất vọng ở đấu trường này với việc chỉ được 2 bàn thắng, trong đó bàn thứ hai là bàn ấn định tỉ số 3-0 trong trận bán kết gặp Manchester United ngày 3 tháng 5 năm 2007. Milan vào chung kết và gặp lại Liverpool, dù nhận được nhiều ủng hộ từ các đồng đội, như Andrea Pirlo và Alessandro Nesta, cho một suất đá chính trong trận chung kết, Gilardino chỉ được tung vào sân 2 phút cuối thay Filippo Inzaghi trong chiến thắng chung cuộc 2-1 của Milan. Gilardino là cầu thủ nhiều bàn thắng nhất cho Milan ở Serie A mùa giải đó với 12 bàn. Khi mùa giải kết thúc, trong một buổi phóng vấn Gila đã tiết lộ sự thất vọng vì không được đá chính trong trận chung kết Champions League trước đó, và để ngỏ khả năng rời Milan. Cuộc gặp gỡ với ban lãnh đạo đội bóng sau đó đã thuyết phục anh ở lại.
Mùa giải tiếp theo ở Milan của Gilardino trải qua khá tệ, đặc biệt là trong giai đoạn hai của mùa bóng, với sự xuất hiện và phong độ ấn tượng của Alexandre Pato, khiến anh chỉ là sự lựa chọn thứ 3 trên hàng công 1 người của Milan sau Pato và Pippo Inzaghi và gần như bị bỏ quên trên ghế dự bị. Gila sau này mô tả những ngày tháng cuối ở Milan khi đó là những ngày tồi tệ nhất trong sự nghiệp của mình, với những áp lực đến từ việc cạnh tranh vị trí và những nghi ngờ về khả năng chơi bóng cho một đội bóng lớn như Milan. Gilardino kết thúc mùa giải thứ 3 cho Rossoneri với vẻn vẹn 7 bàn thắng ở Serie A và 2 bàn ở Champions League.
Trong thời gian thi đấu cho Milan, Gilardino được nhìn nhận như một tiền đạo giỏi với khả năng giữ bóng, làm tường và dẫn dắt hàng công.

### Tìm lại mình ở Fiorentina
Ngày 25 tháng 5 năm 2008, Fiorentina xác nhận vụ chuyển nhượng Gilardino từ Milan đã hoàn tất. Ngày 28 tháng 5 năm 2008, trang chủ Milan thông báo Gilardino chính thức chuyển tới Fiorentina với giá chuyển nhượng 15 triệu € cùng bản hợp đồng 5 năm. Tại Fiorentina, Gilardino có cơ hội gặp lại những đồng đội cũ ở Parma như Adrian Mutu, Sebastian Frey và Marco Donadel, và đặc biệt nhất là huấn luyện viên Cesare Prandelli.
Bàn thắng đầu tiên của Gilardino cho Violas (biệt danh của Fiorentina) tới trong trận đấu tại vòng sơ loại thứ ba UEFA Champions League 2008-09 gặp Slavia Prague. Ngày 31 tháng Tám, trong trận mở màn gặp Juventus, Gilardino ghi bàn đầu tiên tại Serie A cho Violas ở phút 89 cân bằng tỉ số 1-1. Trong trận đấu đầu tiên vòng bảng Champions League gặp đại diện nước Pháp là Lyon, Gilardino ghi hai bàn trong hiệp 1 giúp Fiorentina giành lợi thế lớn trước khi Lyon gỡ 2 bàn trong hiệp 2 nhờ công Frédéric Piquionne và Karim Benzema. Ngày 18 tháng Mười, nhờ cú đúp vào lưới Reggina, Gilardino trở thành cầu thủ người Italia trẻ nhất ghi 100 bàn thắng tại Serie A .
Ngày 27 tháng 10 năm 2008, Gilardino bị ống kính truyền hình ghi lại khoảnh khắc anh cố ý dùng tay ghi bàn trong trận thắng 3-1 của Fiorentina trước Palermo và bị treo giò 2 vòng đấu.
Ngày 25 tháng 4 năm 2009, Gilardino ghi một cú đúp trong trận thắng 4-1 trước A.S. Roma và chạm mốc 100 bàn thắng sau 6 năm. Trong 6 năm đó, ở châu Âu chỉ duy nhất Samuel Eto'o, Thierry Henry và Francesco Totti ghi nhiều bàn thắng hơn Gila. Anh kết thúc mùa giải 2008-09 với 19 bàn thắng, đều từ bóng sống, đứng thứ 4 trong danh sách vua phá lưới mùa bóng và đóng góp đáng kể vào vị trí thứ tư của Fiorentina. Gilardino ngay lập tức nhận được sự yêu mến từ những cổ động viên Viola. Những điểm nhấn trong mùa giải này bao gồm cú đúp vào lưới Roma và bàn thắng từ cú dứt điểm góc hẹp khi bị kèm bởi ba hậu vệ Genoa.
Mùa bóng tiếp theo Gilardino đã có một phong độ cực kỳ ấn tượng tại Champions League với bàn gỡ hòa 2-2 trong những phút cuối gặp Sporting Lisbon, ghi bàn trong trận gặp Debreceni VSC và đặc biệt là bàn thắng vào phút bù giờ thứ ba trong trận cuối vòng bảng gặp Liverpool ngay tại Anfield, giúp Fiorentina vượt qua Lyon dành ngôi nhất bảng. Bàn thắng này giúp Gilardino đạt ngưỡng 10 bàn thắng tại đấu trường châu Âu trong màu áo tím, cân bằng kỷ lục của Gabriel Batistuta. Gilardino sau đó xem bàn thắng tại Anfield là pha lập công quan trọng nhất trong sự nghiệp. Kết thúc mùa bóng 2009-10 Gilardino ghi 4 bàn tại Champions League và 15 bàn tại Serie A.
Mùa bóng thứ ba của Gilardino tại Fiorentina được đánh dấu bởi một mốc quan trọng vào ngày 27 tháng 2 năm 2011, trong trận gặp Bari, Gilardino ghi bàn thắng thứ 9 trong mùa giải 2010-11 đồng thời là bàn thắng thứ 200 trong sự nghiệp (138 bàn tại Serie A, 8 tại Coppa Italia, 13 tại Champions League, 5 in UEFA Cup, 17 bàn cho Đội tuyển Ý, 15 bàn cho Đội tuyển U21 Ý, 4 bàn cho đội tuyển Olympic Ý).
Mùa bóng thứ tư của Gilardino trong màu áo tím bắt đầu không suôn sẻ khi tới tận tháng 12 anh mới có bàn thắng thứ hai. Kết thúc giai đoạn một mùa bóng 2011-12, Gilardino chuyển tới Genoa. Trong 3 mùa rưỡi thi đấu cho Fiorentina, Gilardino ra sân tổng cộng 143 lần, ghi 59 bàn thắng.

### Chuyển tới Genoa
Ngày 3 tháng 1 năm 2012 Gilardino đặt bút ký vào bản hợp đồng trị giá 8 triệu € có thời hạn 4 năm rưỡi với Genoa. Tại câu lạc bộ mới anh chọn số áo 82 vì số 11 đã được trao cho Bóko Jankovic. Bàn thắng đầu tiên của Gilardino cho Rossoblu tới vào ngày 29 tháng Một trong trận đấu gặp Napoli trên sân nhà Luigi Ferraris. Trong trận gặp Inter Milan Gilardino lập cú đúp trên chấm phạt đền nhưng Genoa vẫn để thua 4-5. Bàn thắng thứ 4 tới trong trận gặp Palermo, Genoa thắng 2-0 và cách nhóm xuống hạng 6 điểm.

### Bologna (cho mượn)
Ngày 31 tháng 8 năm 2012, Gilardino một lần nữa thay đổi câu lạc bộ khi gia nhập Bologna dưới dạng cho mượn với mức phí 1.3 triệu €. Gilardino lập cú đúp đầu tiên cho đội bóng mới trong trận gặp Roma, giúp Bologna ngược dòng thắng 3-2 ngay tại Sân vận động Olimpico dù bị dẫn trước 0-2 trong hiệp một. Cú đúp tiếp theo tới không lâu sau đó trong trận thắng Catania 4-0, giúp Gilardino ghi 5 bàn sau 5 trận đầu tiên cho Bologna. Ngày 10 tháng 3 năm 2013, Gilardino ghi bàn duy nhất trong trận thắng 1-0 trước Inter Milan bằng một cú volley đẳng cấp, giúp Bologna duy trì vị trí giữa bảng xếp hạng và tránh xa khu vực nguy hiểm. Gilardino kết thúc mùa bóng 2012-13 với 13 bàn thắng sau 35 trận đấu.

### Trở lại Genoa
Sau một mùa giải ấn tượng với 13 bàn thắng giúp Bologna dễ dàng trụ hạng, Gilardino trở lại Genoa theo yêu cầu của cựu tiền vệ Fabio Liverani, lúc này vừa trở thành huấn luyện viên mới của câu lạc bộ. Chủ tịch Genoa Enrico Preziosi liệt Gilardino vào danh sách không thể bán. Gilardino có bàn thắng đầu tiên trong trận gặp Spezia tại Coppa Italia, nhưng Genoa thất bại trên chấm penalty sau khi hai đội hòa 2-2. Bàn thắng đầu tiên tại Serie A tới trong thất bại 2-5 trước đội bóng cũ Fiorentina.Stagione 2013–14 – 2ª Giornata Lưu trữ ngày 14 tháng 10 năm 2013 tại Wayback Machine legaseriea.it</ref> Cú đúp đầu tiên từ ngày trở lại Genoa đến vào ngày 16 tháng 2 năm 2014 vào lưới Udinese trong trận hòa 3-3. Cú đúp này giúp Gilardino có bàn thắng thứ 11 trong mùa bóng và cán mốc 170 bàn tại Serie A, vượt qua Giuseppe Savoldi để đứng thứ 14 trong danh sách những chân sút vĩ đại nhất Serie A. Gilardino khép lại mùa bóng 2013-14 với 15 bàn thắng sau 36 trận đấu.

### Chuyển tới Guangzhou Evergrande
Ngày 5 tháng 7 năm 2014, đúng ngày sinh nhật tuổi 32, Gilardino gây sốc khi đồng ý chuyển tới Trung Quốc thi đấu cho câu lạc bộ Guangzhou Evergrande, với bản hợp đồng có thời hạn tới 31 tháng 12 năm 2016 trị giá 10 triệu €. Genoa nhận 5 triệu € phí chuyển nhượng. Gilardino kết thúc mùa bóng 2014 với 5 bàn thắng sau 14 trận cùng danh hiệu vô địch quốc gia Trung Quốc.

### Quay lại Fiorentina (cho mượn)
Ngày 25 tháng 1 năm 2015, Fiorentina thông báo đạt được thỏa thuận mượn Gilardino từ Guangzhou Evergrande tới cuối mùa giải 2014-15, với điều khoản mua lại trị giá 1.5 triệu €. Bàn thắng đầu tiên trong lần quay lại của Gilardino tới vào ngày 31 tháng Một vào lưới đội bóng cũ Genoa trong trận hòa 1-1. Ngày 26 tháng Tư, Gilardino ghi bàn thắng thứ 175 tại Serie A trong trận gặp Cagliari. On April 26, Gilardino scored his 175th Serie A goal in a game against Cagliari. Với chỉ 4 bàn thắng sau 14 trận trong giai đoạn hai, Fiorentina quyết định không mua lại Gilardino và để anh quay lại Trung Quốc.

### Chuyển tới Palermo
Ngày 27 tháng 8 năm 2015, trong những ngày cuối của thị trường chuyển nhượng, Gilardino quay trở lại Italia bằng bản hợp đồng với Palermo. Bàn thắng đầu tiên tới trong trận thua 2-4 trước Roma ngày 4 tháng Mười. Bàn thắng thứ 2 tới trong trận gặp Inter Milan, đây đồng thời là bàn thắng thứ 8 của anh vào lưới Neazzurri. Ngày 30 tháng 1 năm 2016, với bàn thắng vào lưới Carpi, Gilardino có 184 bàn thắng tại Serie A giúp anh vượt qua Gabriel Batistuta và đứng thứ 11 trong danh sách những chân sút xuất sắc nhất Serie A. Bàn thắng vào lưới Carpi đồng thời giúp Gilardino giữ kỷ lục ghi bàn vào lưới nhiều đội bóng nhất tại Serie A (38 đội), cùng với Francesco Totti và Roberto Baggio. Ngày 15 tháng 5 năm 2016, trong trận đấu cuối cùng của mùa giải, Gilardino ghi bàn thắng quyết định trong trận thắng 3-2 trước Verona giúp Palermo trụ hạng với chỉ 1 điểm nhiều hơn đội xếp sau. Gilardino kết thúc mùa giải với 10 bàn thắng tại Serie A sau 33 trận đấu.

## Đội tuyển quốc gia
Gila đã chơi cho đội tuyển Ý ở Thế vận hội 2004 tại Athena và giành huy chương đồng. Anh cũng tham gia vào đội U21 tham gia vào giải Euro U21 và giành chức vô địch. Anh cũng là thành viên của đội tuyển Ý vô đich World Cup 2006. Anh chơi 2 trận đầu và ghi được 1 bàn trong trận gặp Mỹ. Sau đó ở trận bán kết gặp Đức anh vào sân thay người và đóng góp vào chiến thắng 2-0 của đội Ý.

### Các đội tuyển trẻ
Cuối mùa giải 2003-2004, dù thể hiện phong độ ấn tượng với 23 bàn thắng và nhận được sự ủng hộ của dư luận Italia nhưng Gilardino không được huấn luyện viên đội tuyển Ý khi đó là Giovanni Trapattoni triệu tập vào đội hình tham dự Euro 2004 mùa hè năm đó tại Bồ Đào Nha  với lý do anh còn quá trẻ và ông đã có 2 tiền đạo cắm chất lượng khác là Christian Vieri và Bernando Corradi. Italia năm đó bị loại từ vòng bảng bởi phong độ tệ hại của Vieri và Corradi (cả hai đều không ghi được bàn thắng nào), còn Gilardino toả sáng ở Vòng chung kết U-21 châu Âu với chức vô địch cùng đội U-21 Italia cùng hai danh hiệu cá nhân Vua phá lưới và Cầu thủ xuất sắc nhất. Hè năm đó Gilardino cùng đội Olympic Italia dự Thế vận hội Olympic 2004, ghi 5 bàn và giành Huy chương Đồng môn bóng đá nam.
Gilardino hiện là Vua phá lưới đội U-21 Italia với 19 bàn thắng trong 30 trận.

### Giai đoạn đầu với Lippi
Sau Olympic 2004, Gilardino được Marcello Lippi chọn vào đội tuyển quốc gia. Ở tuổi 22, anh được đá ra mắt trong trận đấu thuộc vòng loại World Cup giữa Italy gặp NaUy (2-1) ngày 4 tháng 12 năm 2004. Ngày 13 tháng 10, anh ghi bàn thắng đầu tiên cho đội tuyển quốc gia trong trận Italy gặp Belarus (4-3). Giai đoạn này, Lippi thường bố trí anh đá cặp với Luca Toni.
Anh là thành viên góp mặt trong đội hình đội tuyển Italia vô địch FIFA World Cup 2006. Anh chơi 2 trận đầu tiên, ghi bàn ở trận đấu với đội tuyển Mỹ (hòa 1-1) bằng một tình huống đánh đầu sau cú đá phạt của Andrea Pirlo. Ở trận bán kết gặp Đức, sau vào sân từ băng ghế dự bị, anh để lại ấn tượng bằng tình huống bỏ lỡ đáng tiếc khi sút bóng đập cột dọc ở khoảng cách chỉ 3m. Rất may sau đó, anh đã sửa sai bằng một pha bỏ bóng tinh tế kiến tạo cho Alessandro Del Piero nâng tỉ số lên 2-0 ở phút bù giờ cuối cùng, dứt điểm trận đấu từ đó đưa Italia đến trận chung kết.

### Thời Donadoni
Ngày 17 tháng 10 năm 2007, lần đầu tiên Gilardino được đeo băng đội trưởng đội tuyển quốc gia trong trận giao hữu quốc tế với đội tuyển Nam Phi khi Daniele De Rossi được thay ra nghỉ. Đó là trận đấu Italia dành chiến thắng 2-0. Tuy nhiên, trong mùa giải 2007-2008 tại A.C. Milan, anh chỉ ghi được 7 bàn thắng sau 30 lần ra sân. Với phong độ không tốt, anh đã không được Roberto Donadoni chọn vào đội tuyển quốc gia tham dự Euro 2008.

### Sự trở lại của Lippi
Gilardino được gọi trở lại đội tuyển quốc gia vào 20/8/2008, ngay sau khi Lippi trở lại vị trí HLV trưởng đội tuyển Italia. Anh đánh dấu sự trở lại của mình bằng cách ghi bàn thắng đầu tiên trong trận hòa 2-2 với đội tuyển Australia.
Tháng 6 năm 2009, Lippi triệu tập Gilardino cho giải đấu Cúp Liên đoàn các châu lục 2009 tại Nam Phi. Gilardino đã thể hiện một phong độ cực cao khi ghi bàn 2 bàn thắng trong trận đấu giao hữu với tuyển New Zealand trước giải đấu. Thế nhưng, Italia lại phải dừng bước ngay vòng đầu thua sau trận thua Brazil.
Ngày 10 tháng 10 năm 2009, Gilardino ghi bàn gỡ hòa 2-2 ngay phút 89 trong trận đấu vòng loại FIFA World Cup 2010 với Ireland, từ đó giúp Italia vươn lên ngôi nhất bảng và được tham dự vòng chung kết, bắt đầu chiến dịch bảo vệ Cup vàng. Bàn thắng được anh mô tả sau này là bàn thắng quan trọng nhất trong sự nghiệp của mình.
Ngày 14 tháng 10 năm 2009, Gilardino lập một Hat-trick chỉ trong vòng 13 phút cuối trận, giúp Italia lội ngược dòng 3-2 thành công trong trận đấu với Cộng hòa Síp. Tuy nhiên trái ngược với phong độ đó, FIFA World Cup 2010 lại là một kỉ niệm buồn với Gilardino khi Italia bị loại ngay từ vòng bảng.

## Danh hiệu

### Câu lạc bộ
Milan
- Champions League: 2006-07
- Siêu cúp châu Âu: 2006-07
- Cúp thế giới các CLB: 2006-27

Guangzhou Evergrande
- Vô địch quốc gia Trung Quốc: 2014

### Đội tuyển quốc gia
Đội tuyển Italia
- World Cup: Vô địch 2006
- Giải vô địch bóng đá U-21 châu Âu: Vô địch 2004
- Cúp Liên đoàn các châu lục: Huy chương đồng 2013
- Thế vận hội Mùa hè: Huy chương đồng 2004

### Cá nhân
- Cầu thủ Italia xuất sắc nhất Serie A: 2005
- Cầu thủ xuất sắc nhất Serie A: 2005
- Cầu thủ trẻ xuất sắc nhất Serie A: 2004
- Giải vô địch bóng đá U-21 châu Âu: vua phá lưới 2004
- Giải vô địch bóng đá U-21 châu Âu: cầu thủ xuất sắc nhất giải 2004

## Thống kê sự nghiệp
Tính đến ngày 15 tháng 5 năm 2016
| Câu lạc bộ           | Mùa bóng       | Giải quốc nội | Giải quốc nội | Cúp quốc gia | Cúp quốc gia | Cúp châu lục1 | Cúp châu lục1 | Giải khác2 | Giải khác2   | Tổng cộng | Tổng cộng    |
| Câu lạc bộ           | Mùa bóng       | Số trận       | Số bàn thắng  | Số trận      | Số bàn thắng | Số trận       | Số bàn thắng  | Số trận    | Số bàn thắng | Số trận   | Số bàn thắng |
| -------------------- | -------------- | ------------- | ------------- | ------------ | ------------ | ------------- | ------------- | ---------- | ------------ | --------- | ------------ |
| Piacenza             | 1999–2000      | 17            | 3             | –            | –            | –             | –             | –          | –            | 17        | 3            |
| Piacenza             | 2000           | 0             | 0             | 3            | 2            | –             | –             | –          | –            | 3         | 2            |
| Piacenza             | Tổng           | 17            | 3             | 3            | 2            | –             | –             | –          | –            | 20        | 5            |
| Verona               | 2000–01        | 22+23         | 3+0           | –            | –            | –             | –             | –          | –            | 24        | 3            |
| Verona               | 2001–02        | 17            | 2             | 2            | 1            | –             | –             | –          | –            | 19        | 3            |
| Verona               | Tổng           | 39+2          | 5+0           | 2            | 1            | –             | –             | –          | –            | 43        | 6            |
| Parma                | 2002–03        | 24            | 4             | 2            | 1            | 2             | 0             | –          | –            | 28        | 5            |
| Parma                | 2003–04        | 34            | 23            | 2            | 0            | 4             | 3             | –          | –            | 40        | 26           |
| Parma                | 2004–05        | 38+13         | 23+1          | 1            | 0            | 8             | 1             | –          | –            | 48        | 25           |
| Parma                | Tổng           | 96+1          | 50+1          | 5            | 1            | 14            | 4             | –          | –            | 116       | 56           |
| Milan                | 2005–06        | 34            | 17            | 3            | 2            | 10            | 0             | –          | –            | 47        | 19           |
| Milan                | 2006–07        | 30            | 12            | 4            | 2            | 11            | 2             | –          | –            | 45        | 16           |
| Milan                | 2007–08        | 30            | 7             | 1            | 0            | 7             | 2             | 2          | 0            | 40        | 9            |
| Milan                | Tổng           | 94            | 36            | 8            | 4            | 28            | 4             | 2          | 0            | 132       | 44           |
| Fiorentina           | 2008–09        | 35            | 19            | 1            | 0            | 10            | 6             | –          | –            | 46        | 25           |
| Fiorentina           | 2009–10        | 36            | 15            | 3            | 0            | 9             | 4             | –          | –            | 48        | 19           |
| Fiorentina           | 2010–11        | 35            | 12            | 1            | 0            | –             | –             | –          | –            | 36        | 12           |
| Fiorentina           | 2011–12        | 12            | 2             | 1            | 1            | –             | –             | –          | –            | 13        | 3            |
| Fiorentina           | Tổng           | 118           | 48            | 6            | 1            | 19            | 10            | –          | –            | 143       | 59           |
| Genoa                | 2011–12        | 14            | 4             | –            | –            | –             | –             | –          | –            | 14        | 4            |
| Genoa                | 2012–13        | 0             | 0             | 1            | 1            | –             | –             | –          | –            | 1         | 1            |
| Genoa                | Tổng           | 14            | 4             | 1            | 1            | –             | –             | –          | –            | 15        | 5            |
| Bologna              | 2012–13        | 36            | 13            | 1            | 0            | –             | –             | –          | –            | 37        | 13           |
| Bologna              | Tổng           | 36            | 13            | 1            | 0            | –             | –             | –          | –            | 37        | 13           |
| Genoa                | 2013–14        | 36            | 15            | 1            | 1            | –             | –             | –          | –            | 37        | 16           |
| Genoa                | Tổng           | 36            | 15            | 1            | 1            | –             | –             | –          | –            | 37        | 16           |
| Guangzhou Evergrande | 2014           | 14            | 5             | 1            | 1            | 2             | 0             | –          | –            | 17        | 6            |
| Guangzhou Evergrande | Tổng           | 14            | 5             | 1            | 1            | 2             | 0             | –          | –            | 17        | 6            |
| Fiorentina           | 2014–15        | 14            | 4             | 0            | 0            | 0             | 0             | –          | –            | 14        | 4            |
| Fiorentina           | Tổng           | 14            | 4             | 0            | 0            | 0             | 0             | –          | –            | 14        | 4            |
| Palermo              | 2015–16        | 33            | 10            | 1            | 1            | 0             | 0             | –          | –            | 34        | 11           |
| Toàn sự nghiệp       | Toàn sự nghiệp | 514           | 200           | 29           | 13           | 63            | 18            | 2          | 0            | 608       | 225          |

1Cúp châu lục bao gồm UEFA Champions League, UEFA Cup, UEFA Super Cup và AFC Champions League.

2Giải đấu khác bao gồm FIFA Club World Cup.

3Bao gồm trận đấu play-off.
| Đội tuyển Italia | Đội tuyển Italia | Đội tuyển Italia |
| Năm              | Số trận          | Số bàn thắng     |
| ---------------- | ---------------- | ---------------- |
| 2004             | 4                | 1                |
| 2005             | 8                | 4                |
| 2006             | 11               | 4                |
| 2007             | 2                | 0                |
| 2008             | 5                | 1                |
| 2009             | 9                | 6                |
| 2010             | 6                | 1                |
| 2011             | 2                | 0                |
| 2012             | -                | -                |
| 2013             | 10               | 2                |
| Tổng             | 57               | 19               |

Bàn thắng cho đội tuyển quốc gia
Danh sách các bàn thắng của Gilardino cho đội tuyển Ý.
| #   | Ngày                      | Địa điểm                | Đối thủ          | Tỉ số | Kết quả | Giải đấu                 |
| --- | ------------------------- | ----------------------- | ---------------- | ----- | ------- | ------------------------ |
| 1.  | ngày 13 tháng 10 năm 2004 | Parma, Italy            | Belarus          | 4–3   | Win     | Vòng loại World Cup 2006 |
| 2.  | ngày 9 tháng 2 năm 2005   | Cagliari, Italy         | Nga              | 2–0   | Win     | Giao hữu                 |
| 3.  | ngày 17 tháng 8 năm 2005  | Dublin, Ireland         | Cộng hòa Ireland | 1–2   | Win     | Giao hữu                 |
| 4.  | ngày 12 tháng 10 năm 2005 | Lecce, Italy            | Moldova          | 2–1   | Win     | Vòng loại World Cup 2006 |
| 5.  | ngày 12 tháng 11 năm 2005 | Amsterdam, Netherlands  | Hà Lan           | 1–3   | Win     | Giao hữu                 |
| 6.  | ngày 1 tháng 3 năm 2006   | Florence, Italy         | Đức              | 4–1   | Win     | Giao hữu                 |
| 7.  | ngày 30 tháng 4 năm 2006  | Geneva, Switzerland     | Thụy Sĩ          | 1–1   | Draw    | Giao hữu                 |
| 8.  | ngày 17 tháng 6 năm 2006  | Kaiserslautern, Germany | Hoa Kỳ           | 1–1   | Draw    | World Cup 2006           |
| 9.  | ngày 6 tháng 9 năm 2006   | Saint-Denis, France     | Pháp             | 1–3   | Loss    | Vòng loại Euro 2008      |
| 10. | ngày 20 tháng 8 năm 2008  | Nice, France            | Áo               | 2–2   | Draw    | Giao hữu                 |
| 11. | ngày 10 tháng 6 năm 2009  | Pretoria, South Africa  | New Zealand      | 4–3   | Win     | Giao hữu                 |
| 12. | ngày 10 tháng 6 năm 2009  | Pretoria, South Africa  | New Zealand      | 4–3   | Win     | Giao hữu                 |
| 13. | ngày 10 tháng 10 năm 2009 | Dublin, Ireland         | Cộng hòa Ireland | 2–2   | Draw    | Vòng loại World Cup 2010 |
| 14. | ngày 14 tháng 10 năm 2009 | Parma, Italy            | Síp              | 1–2   | Win     | Vòng loại World Cup 2010 |
| 15. | ngày 14 tháng 10 năm 2009 | Parma, Italy            | Síp              | 2–2   | Win     | Vòng loại World Cup 2010 |
| 16. | ngày 14 tháng 10 năm 2009 | Parma, Italy            | Síp              | 3–2   | Win     | Vòng loại World Cup 2010 |
| 17. | ngày 7 tháng 9 năm 2010   | Florence, Italy         | Quần đảo Faroe   | 1–0   | Win     | Vòng loại Euro 2012      |
| 18. | ngày 31 tháng 5 năm 2013  | Bologna, Italy          | San Marino       | 4–0   | Win     | Giao hữu                 |
| 19. | ngày 6 tháng 9 năm 2013   | Palermo, Italy          | Bulgaria         | 1–0   | Win     | Vòng loại World Cup 2014 |